# Pottelbergbos
Het Pottelbergbos of D'Hoppebos (Frans: Bois du Pottelberg of Bois de La Houppe) is een bos vlak bij D'Hoppe in het Waalse Vloesberg in Henegouwen (België), op de grens met de Vlaamse Ardennen in Zuid-Oost-Vlaanderen. Het Pottelbergbos ligt in het erg reliëfrijke landschap  van het Pays des Collines, met steile valleiwanden, glooiende heuvels en diep ingesneden beekdalen. Het bos op de Pottelberg maakt deel uit van de bossengordel op de getuigenheuvels van de streek en sluit over de taalgrens naadloos aan op het Brakelbos. Het bos is erkend als 'Site de Grand Intérêt Biologique' (SGIB551). Het Pottelbergbos is ook (samen met het Livierenbos) Europees beschermd als Natura 2000-gebied onder de naam 'Vallée de la Rhosnes' (BE32004C0). In het kader van het Interreg-project Salamandra werd er een amfibieëntunnel aangelegd voor de pad en de vuursalamander.

## Fauna
In het Pottelbergbos leven talrijke diersoorten, waaronder middelste bonte specht, wespendief, buizerd, ree en vos.

## Flora
Het Pottelbergbos is een  Atlantisch beukenbos ('kathedraalbos') dat dus vooral bestaat uit beuken. Het gebied wordt gekenmerkt door voorjaarsbloeiers zoals boshyacint.

## Natuurbeleving
Het Pottelbergbos is vrij toegankelijk op de wandelpaden via het wandelknooppuntennetwerk Pays des Collines. De Streek-GR Vlaamse Ardennen, de Wandelroute E2, de Wandelroute GR122, de Wandelroute GR5A en de Wandelroute GRP123 doorkruisen ook het bosgebied.

## Afbeeldingen

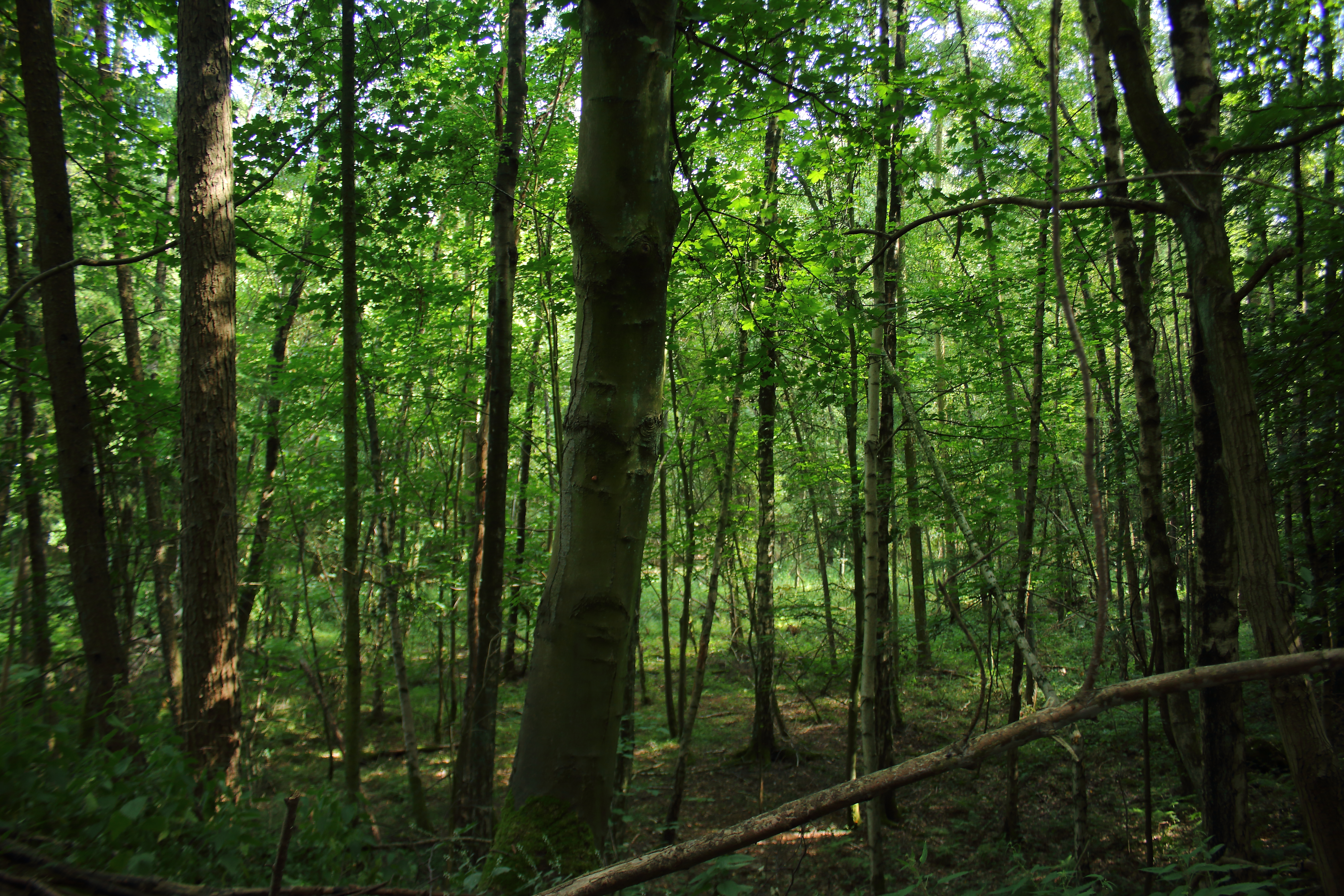
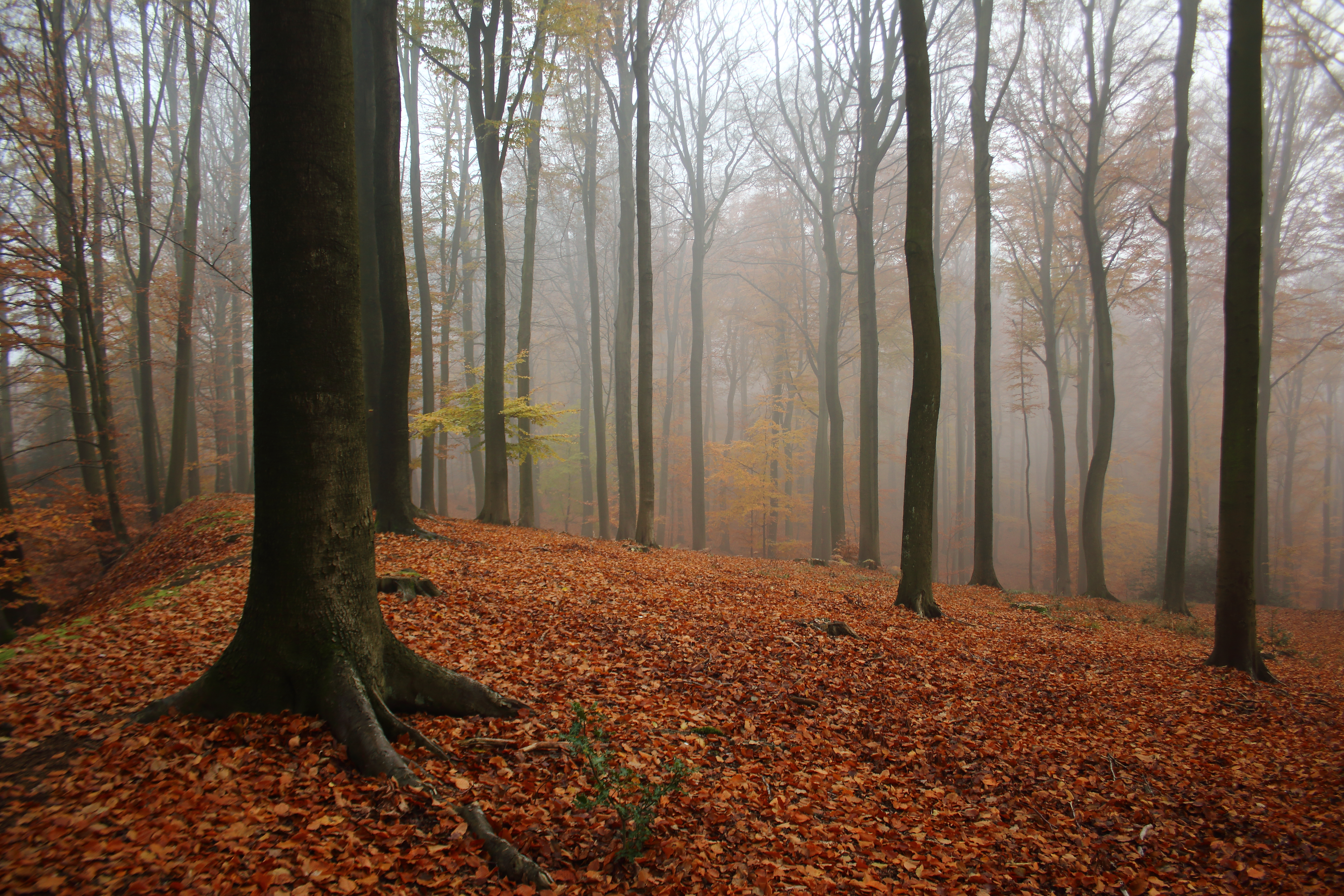
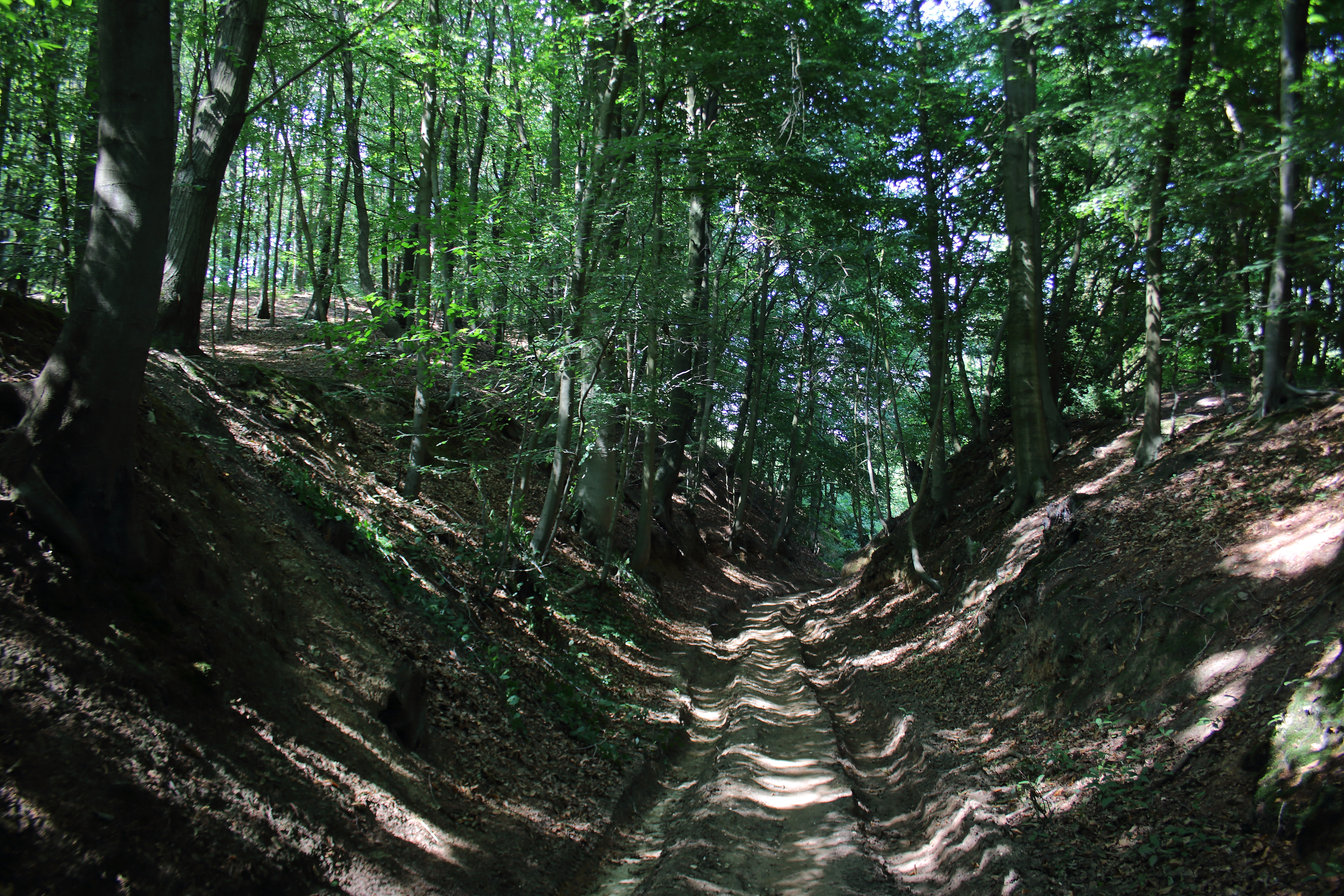
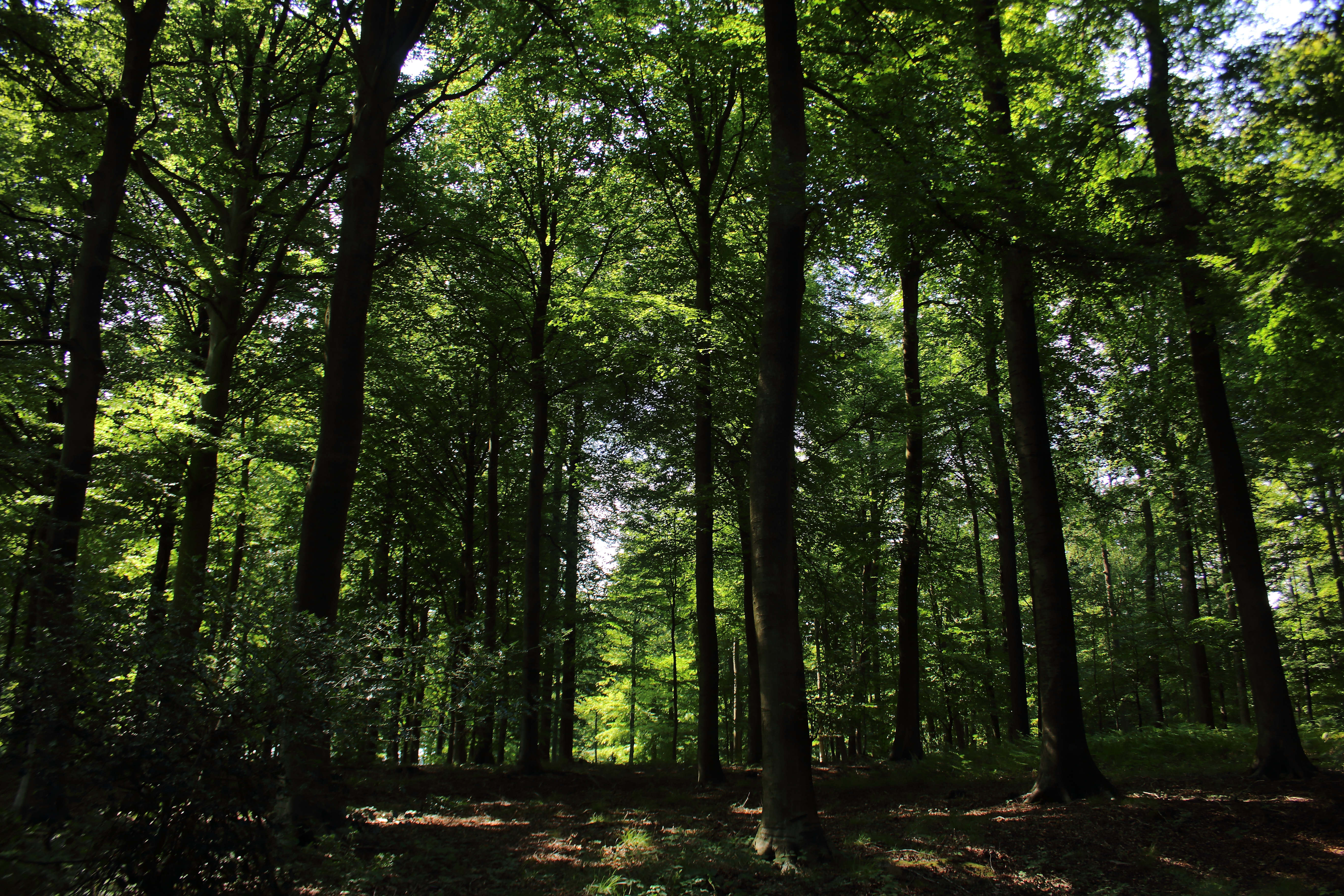
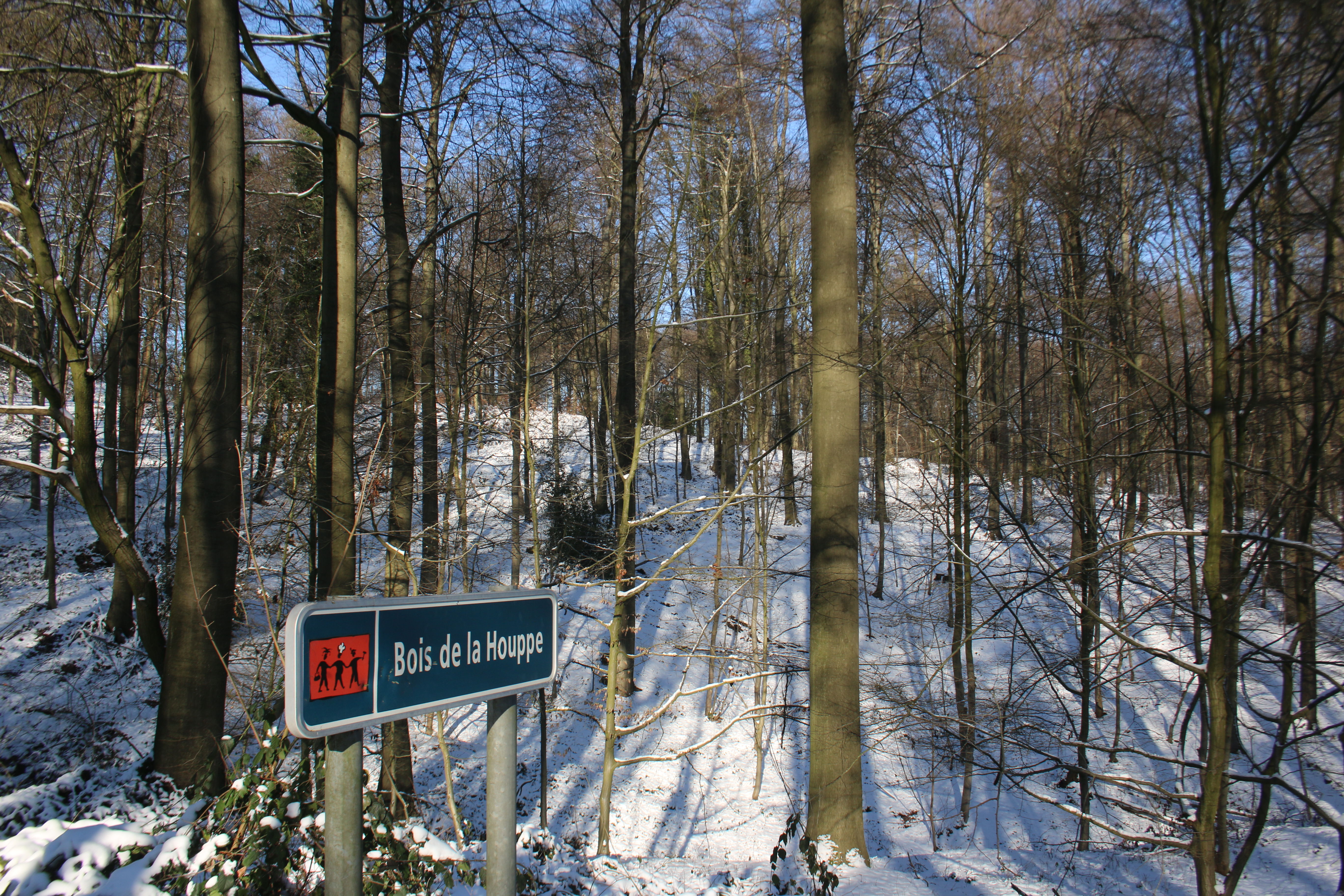
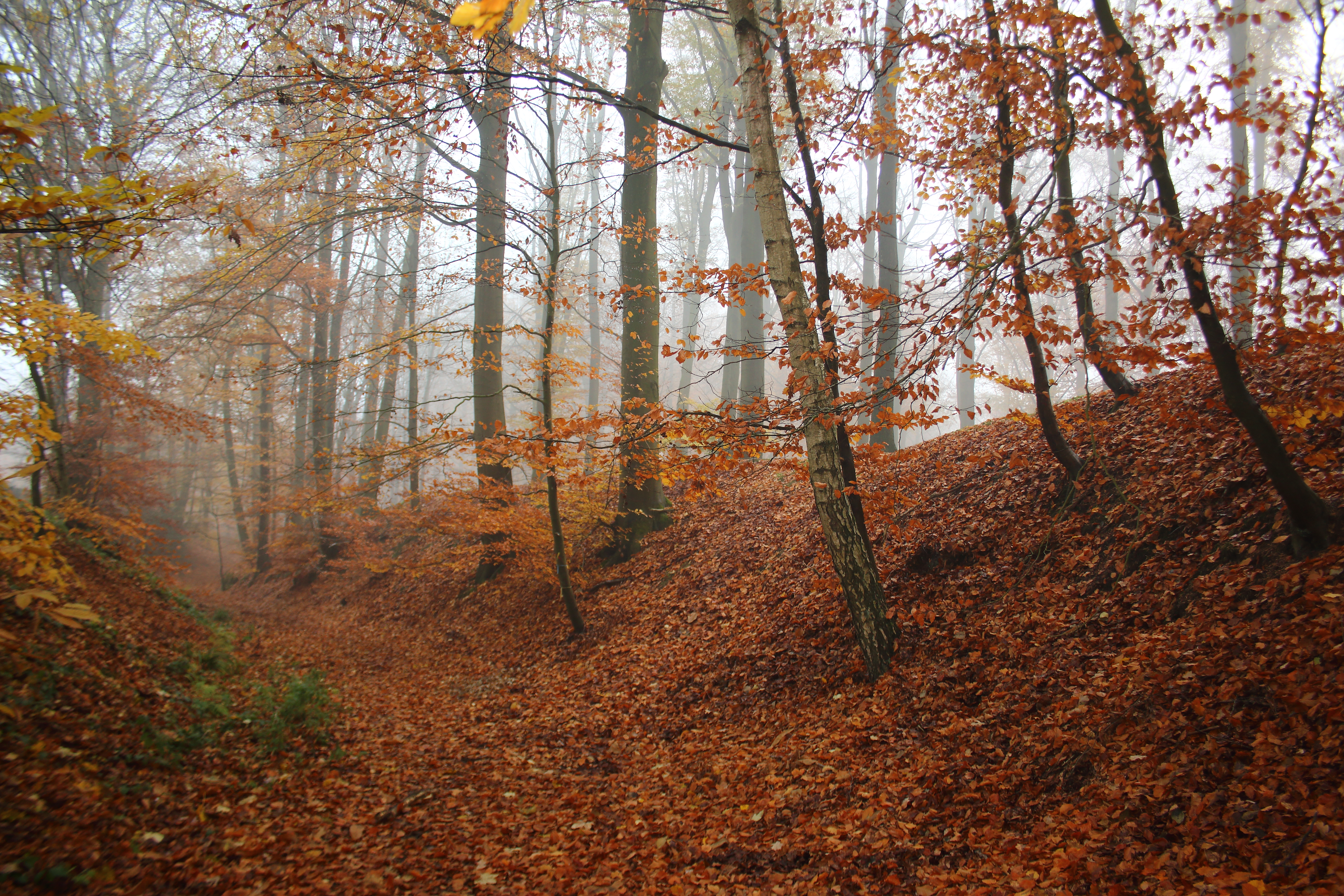